# Liquigas-Pata
Das Team Liquigas-Pata (auch Brescialat-Ceramiche Refin, Brescialat, Brescialat-Oyster, Brescialat-Liquigas und Liquigas) war eine italienische Radsportmannschaft, die von 1994 bis 2001 existierte.
Das Team war 1994 unter dem italienischen Hauptsponsor Brescialat (Milchverarbeitender Betrieb) gegründet worden. Dieser zog sich Ende 1998 zurück und der bisherige Co-Sponsor Liquigas (italienischer Gasversorger) übernahm das Hauptsponsoring.
Teile des Teams verließen dieses 1995 und wechselten zum neugegründeten Team Refin.

## Erfolge (Auszug)
1994
- zwei Etappen Tour de Suisse
- eine Etappe Tirreno–Adriatico

1995
- zwei Etappen und  Bergwertung Giro d’Italia
- Giro della Toscana
- Drei Tage von De Panne

1996
- Bergwertung Giro d’Italia
- eine Etappe Drei Tage von De Panne

1997
- eine Etappe Giro d’Italia
- eine Etappe Vuelta a España

1998
- eine Etappe und  Punktewertung Giro d’Italia
- Moldauische Meisterschaft – Straßenrennen
- Moldauische Meisterschaft – Einzelzeitfahren

1999
- eine Etappe Vuelta a España

2000
- Weltmeister – Einzelzeitfahren
- eine Etappe Giro d’Italia

2001
- zwei Etappen Giro d’Italia
- Gesamtwertung und eine Etappe Tirreno–Adriatico

## Bekannte Fahrer
- Wladimir Belli (1997)
- Marzio Bruseghin (1997–1998)
- Fabrizio Bontempi (1994–1997)
- Filippo Casagrande (1995)
- Stefano Casagrande (1995)
- Serhij Hontschar (2000–2001)
- Bruno Leali (1994)
- Gabriele Missaglia (1995)
- Mariano Piccoli (1995–1998)
- Davide Rebellin (2000–2001)
- Marco Serpellini (1997–1998)
- Massimo Strazzer (1996)
- Marco Velo (1996–1997)
- Marco Villa (1996–1997)